# Братский (Саратовская область)
Братский —поселок в Ивантеевском районе Саратовской области в составе Бартеневского муниципального образования.

## География
Находится на расстоянии примерно 24 километров по прямой на запад-северо-запад от районного центра села Ивантеевка.

## Население
| 2002 | 2010 |
| ---- | ---- |
| 96   | ↘76  |

Постоянное население составляло 96 человек в 2002 году (русские 80 %), 76 в 2010 году.